# Manhattan
Manhattan é o mais antigo e mais densamente povoado dos cinco burgos que formam a cidade estadunidense de Nova Iorque. Localizado primariamente na Ilha de Manhattan, que fica na foz do Rio Hudson, os limites do borough coincidem com os do condado de Nova Iorque, um condado original do estado de Nova Iorque. Manhattan e o condado de Nova Iorque consistem na Ilha de Manhattan e de várias outras pequenas ilhas adjacentes: Roosevelt Island, Randall's Island, Wards Island, Governors Island, Liberty Island, parte de Ellis Island, e U Thant Island; assim como Marble Hill, uma pequena seção continental de terra, adjacente ao The Bronx. A cidade de Nova Iorque começou no extremo sul de Manhattan, se expandiu para o norte, e então, entre 1874 e 1898, incorporou terras dos condados ao seu redor.
Manhattan tem uma área de 58,7 km², uma população de 1 694 251 habitantes, e uma densidade populacional de 28 873,0 hab/km² (segundo o censo nacional de 2020). O condado de Nova Iorque é um dos menores condados dos Estados Unidos em extensão territorial, e o mais densamente habitado do país. É o terceiro condado mais populoso do estado e o 20º mais populoso dos Estados Unidos.
Manhattan foi fundado em 1683. Localizam-se em Manhattan dois dos três centros financeiros de Nova Iorque. O borough abriga os principais pontos de interesse da cidade, incluindo a Times Square, o Central Park, o Empire State Building, a Wall Street, a Broadway e a Brooklyn Bridge, a ponte que une Manhattan a Brooklyn, e também abrigava, antes dos ataques de 11 de Setembro, o famoso complexo World Trade Center, atualmente em reconstrução, apesar do One World Trade Center e outros edifícios já terem sido inaugurados.

## História

### História colonial

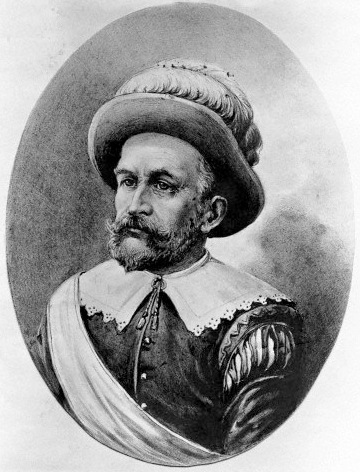
Peter Minuit.

O nome "Manhattan" vem do Lenape, um dos grupos de etnias indígenas que viviam no território que conhecemos hoje por Estados Unidos. O primeiro membro dessa etnia a chegar a Manhattan a descreveu como "ilha de muitas colinas". A ilha foi encontrada por europeus em 1609, por um membro de uma expedição holandesa de Henry Hudson, que descobriu a ilha em 11 de setembro do mesmo ano. Em 1610, o nome da ilha era Manahat designando em homenagem ao Rio Maurício e ao Rio Hudson. Os algonquinos são os mais antigos habitantes conhecidos do território. A ilha foi colonizada pela ordem da Companhia Holandesa das Índias Ocidentais em 1625. A colônia de Nova Amsterdão nasceu oficialmente após compra de Manhattan, feita por Pierre Minuit, quando a comprou por 60 florins (cerca de 24 dólares). Em 2 de fevereiro de 1653, o município (de Nova Iorque) foi formado. Nova Amsterdam rendeu-se aos ingleses em 1664. A ilha foi formalmente cedida pelos holandeses aos ingleses pelo Tratado de Breda em 1667, quando terminou a Segunda Guerra Anglo-Holandesa. A cidade foi renomeada em homenagem ao duque de York Jacques II da Inglaterra, chamando a partir daí de Cidade de Nova Iorque. Durante a Terceira Guerra Anglo-Holandesa a cidade se rendeu aos holandeses em 1673 e foi renomeado com o nome de Nouvelle-Orange (Nova Laranja). Em 1674, durante as negociações de paz, foi feito um acordo, em trocar a cidade pelo Suriname.

### A Revolução Americana
Manhattan estava no coração de Nova Iorque quando uma série de grandes batalhas teve início, junto com a Guerra da Independência Americana. O Exército Continental, derrotado em Long Island, teve de abandonar a cidade, para que o desembarque dos britânicos em 15 de setembro de 1776, no entanto, os americanos conseguiram tirar os britânicos de Manhattan após a Batalha de Harlem Heights. Sob o domínio britânico, Manhattan se tornou um centro de operações do Reino da Grã-Bretanha na América do Norte até o final da guerra. Este período foi marcado por desastres, o Grande Incêndio de 1776, durante o qual um terço da cidade foi destruída, em torno de 500 casas. Isso terminou com o retorno de George Washington na cidade, e as tropas britânicas saíram da cidade em 25 de novembro de 1783, conhecido como o Dia da Evacuação.
Entre 11 de janeiro de 1785 e 1788, Nova Iorque se tornou a quinta cidade dos treze Estados Confederados. O Congresso Continental foi então instalada na Tavern Fraunces, localizado em Manhattan. Após a entrada em vigor da Constituição em 4 de março de 1789, Nova Iorque se tornou a primeira capital dos Estados Unidos. A administração do país, em seguida, estabeleceu-se em Federal Hall, em Wall Street. Em 12 de outubro de 1790, o Congresso mudou-se para a Filadélfia.

### O forte crescimento no século XIX e no século XX

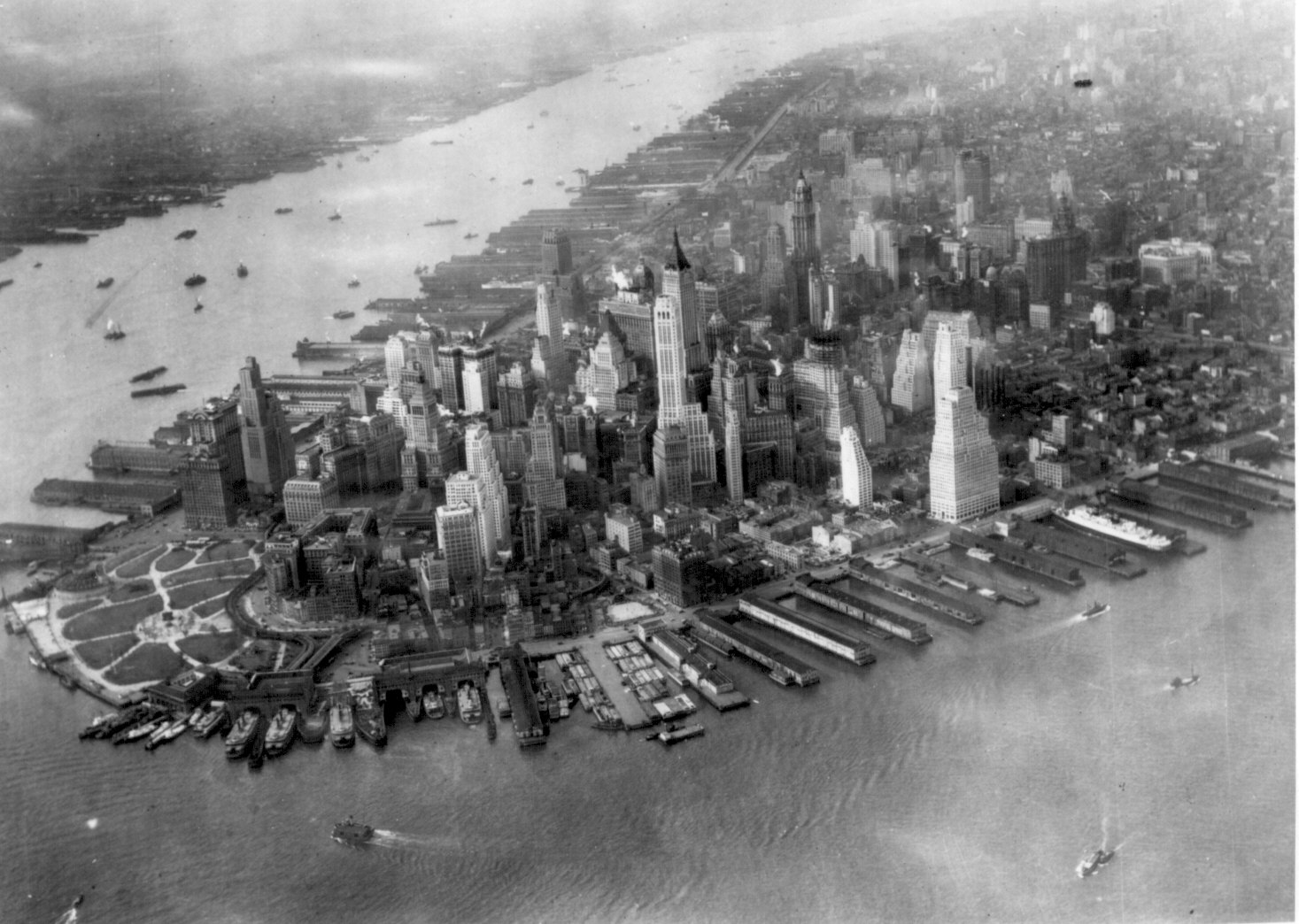
Vista aérea de Manhattan em 1931.

Durante o século XIX Manhattan cresceu e se tornou um centro econômico, beneficiando, entre outros, a abertura do Canal de Erie, em 1825. Em 1835 sua população ultrapassou a de Filadélfia, Nova York e se tornou a maior cidade do país. Na segunda metade do século, a chegada maciça de imigrantes que entraram através de Ellis Island nos Estados Unidos, reforçou a posição de Manhattan. Nova Iorque, em seguida, começou a se espalhar para além da ilha original. De fato, em 1874, uma parte do que é agora o Bronx estava ligado ao Condado de Nova Iorque. Em 1899 é criada a City of Greater New York, que é um bairro do Bronx, embora ainda parte do Condado de Nova Iorque. Em janeiro de 1914 a Assembleia Legislativa do Estado de Nova Iorque cria o Condado de Bronx e o modifica, pertencendo, a partir daí, à cidade de Nova Iorque. No entanto o aparecimento gradual dos outros bairros não diminui o poder crescente de Manhattan, que continuou a ser o verdadeiro centro da cidade. A construção de muitos arranha-céus a partir do início do século XX testemunha a vitalidade do município e aumenta sua fama em todo o mundo. Na década de 1920, o Renascimento do Harlem faz deste concelho do distrito, a "capital mundial da cultura negra." Apesar dos efeitos da Grande Depressão, na década de 1930 viu-se em Manhattan a construção de vários dos maiores arranha-céus do mundo – incluindo alguns como o Empire State Building e o Edifício Chrysler que, por sua fama, são símbolos de Nova Iorque até hoje.
Na década de 1970 Manhattan viveu uma crise financeira, na qual fábricas e lojas foram fechadas, uma parcela da população deixou o centro de Nova Iorque e foram para os subúrbios da cidade. Na década de 1980, com o renascimento da Wall Street, Manhattan fez o seu retorno como centro mundial da economia e finanças. A queda acentuada na criminalidade, durante a década de 1990, com política de tolerância zero do prefeito Rudolph Giuliani, tem ajudado a mudar a face de muitas partes do bairro. Nos últimos anos, vários bairros de Manhattan tiveram grandes mudanças. As antigas oficinas têxteis e as instalações portuárias foram transformadas em galerias de arte, em Midtown e ao redor do Lincoln Center.
A história recente de Manhattan é marcada pelo ataque terrorista de 11 de setembro de 2001 no World Trade Center. Com a queda das torres gêmeas, o panorama dessa zona de Manhattan mudou completamente, estando o marco zero (Ground Zero) localizado no coração de Wall Street. Um monumento foi aí inaugurado em 2011 em memória das vítimas dos atentados. Em 3 de novembro de 2014 foi inaugurado o One World Trade Center (também conhecido como Freedom Tower) (541 m de altura incluindo a espira), que é o arranha-céus mais alto do mundo ocidental e o quarto mais alto do mundo.

## Geografia

### Dados gerais

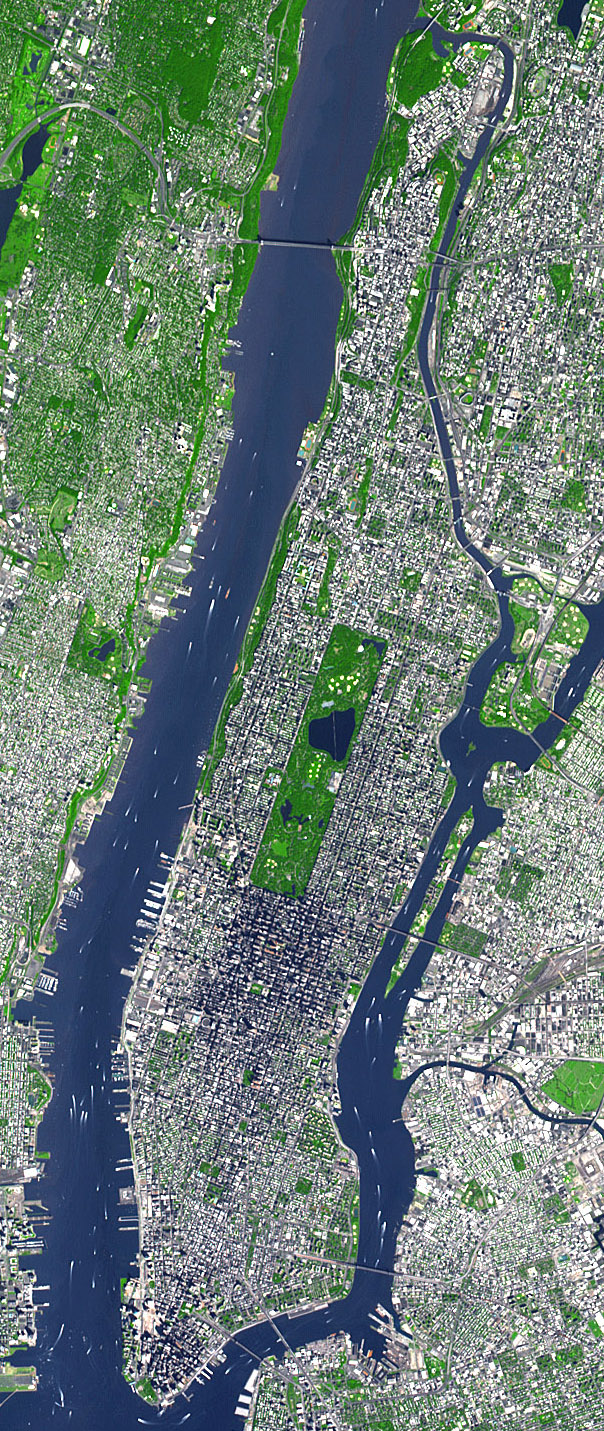
Manhattan vista da Estação Espacial Internacional.

Manhattan tem uma área total de 87,7 km², dos quais 58,7 km² estão cobertos por terra e 29 km² por água. É rodeada pelo rio Hudson a oeste e pelo rio East, a leste. A norte, o rio Harlem separa um parte do Bronx do resto do estado.
O município também abrange outras ilhas, incluindo a Ilha de Randall, a Ilha Ward e a Ilha de Roosevelt no oeste, a Ilha do Governador e a Ilha da Liberdade ao sul, na baía de Nova Iorque. Abrange também uma pequena parte do continente, um enclave no Bronx: Este é o bairro de Marble Hill, que foi uma parte da ilha de Manhattan, mas foi separada dele durante a construção do Canal Spuyten Duyvil Creek que liga o rio Hudson ao Harlem e depois juntou-se ao continente quando o canal foi perfurado, antes da Primeira Guerra Mundial.

### Influência humana
O distrito de Marble Hill, separado de Manhattan desde 1895 ilustra o impacto humano sobre a geografia da baía de Nova Iorque. Desde a colonização holandesa, Manhattan vive muitas reclamações em relação ao espaço da ilha, para ganhar cada vez mais terreno entre os limites impostos pelos rios, no início do século XIX, um tipo de preenchimento foi usado, a fim de ampliar a área de Lower Manhattan, na ponta sul da ilha, entre os limites naturais do rio Hudson, em Greenwich Street e West Street. Recentemente, durante a construção do World Trade Center, o mesmo processo usado anteriormente foi usado, a fim de aumentar o espaço físico da ilha, foram escavados e reutilizados para a construção do Battery Park City. Foi feita uma extensão de 210 metros sobre o rio.
A Wildlife Conservation Society, que administra o jardim zoológico e o aquário de Nova Iorque, comprometeu-se, através do "Projeto Mannahatta", a emitir imagens do zoológico ao público, através da Internet. A National Geographic, da Universidade do Oregon acompanha o web portal Welikia (que significa "minha casa boa" na língua dos Lenapes índios que lá viviam há 400 anos). O projeto questiona a atual gestão do meio ambiente. Ele tem como objetivo educar os nova-iorquinos sobre a possibilidade e a necessidade de se reconectar aos ambientes naturais.
De acordo com dados recolhidos para este estudo com mais de 55 comunidades diferentes, a densidade de biodiversidade de Manhattan é semelhante à de alguns parques nacionais, como Yellowstone, Yosemite ou as Great Smoky Mountains.

### Características
Manhattan é o centro da cidade de Nova Iorque, e juntamente com o restante da cidade forma o segundo maior aglomerado de edifícios do planeta, superado apenas por Hong Kong, na China, e seguida por São Paulo, no Brasil. A ilha abriga os maiores arranha-céus da cidade, que também estão entre os maiores do mundo, tendo destaque para o Empire State Building, Bank of America Tower, Chrysler Building, e o recente One World Trade Center entre muitos outros.
Conta com os dois maiores centros financeiros da cidade, a Lower Manhattan, ao sul da ilha, onde está localizado o coração financeiro do país, a Wall Street. E a Midtown Manhattan, onde estão localizados alguns dos maiores arranha-céus. É também um dos maiores centros de turismo do mundo, tendo como destaque a Times Square, Central Park, Empire State Building, a Quinta Avenida, além de muitos outros atrativos.
Possui a segunda via mais luxuosa do mundo, a Quinta Avenida, que abriga além de grandes empresas, diversas grifes internacionais. É um dos pontos turísticos americanos mais conhecidos e visitados dos Estados Unidos.

### Organização
| Os cinco burgos da cidade de Nova Iorque                  |                       |            |                     |                 |
| Jurisdição                                                | Jurisdição            | População  | Área                | Área            |
| Burgo                                                     | Condado               | Censo 2020 | Em milhas quadradas | Em km quadrados |
| (1) Manhattan                                             | Nova Iorque           | 1 694 251  | 22.7                | 58.8            |
| (2) Brooklyn                                              | Kings                 | 2 736 074  | 69.4                | 179.7           |
| (3) Queens                                                | Queens                | 2 405 464  | 108.7               | 281.5           |
| (4) Bronx                                                 | Bronx                 | 1 472 654  | 42.2                | 109.3           |
| (5) Staten Island                                         | Richmond              | 495 747    | 57.5                | 148.9           |
| Cidade de Nova Iorque                                     | Cidade de Nova Iorque | 8 804 190  | 302.64              | 778.17          |
| Estado de Nova Iorque                                     | Estado de Nova Iorque | 20 201 249 | 47 126,40           | 122 056,82      |
| Fonte: Departamento do Censo dos Estados Unidos 2010–2020 |                       |            |                     |                 |

Manhattan é organizada em um padrão herdado do Plano de Comissários de 1811, que propôs a criação de 16 avenidas no norte/sul, cortadas por 155 ruas na direção leste/oeste. Este plano consiste em ruas perpendiculares (não em todo o bairro), mas apenas na parte da ilha a norte da Houston Street, a partir do qual se inicia a Rua 1. O plano entrou em vigor a partir da região de Greenwich Village, que está localizada em uma área delimitada pela Houston Street e pela rua 14 (14th Street). Apenas a Broadway, que cruza do sul ao norte, é intercalada, intersetando as ruas e avenidas na diagonal. Em relação à numeração das ruas, o bairro usa o seguinte plano: as avenidas são numeradas de 1 a 12 e de A a D, às vezes com nomes de anexos (como exemplo Lexington Avenue, Park Avenue), enquanto as ruas são numeradas de 1 a 220. No geral, as ruas têm uma largura média de 18 metros. Quinze ruas diferentes têm o estatuto de Crosstown Streets (34th Street, 42nd Street, 59th Street), devido à sua maior frequência e são, portanto, maiores (com 30 m).

### Clima
Embora localizando-se à mesma latitude que as mais quentes cidades europeias, como Nápoles ou Madrid, Nova Iorque, principalmente Manhattan, tem um clima continental úmido, similar aos países da Europa Oriental. É o resultado de uma combinação de ventos predominantes que trazem ar frio do interior da América do Norte. A localização costeira da cidade, explica as temperaturas mais altas no inverno nas regiões do continente, o que limita o montante anual de neve, geralmente entre 63,5 e 88,9 centímetros. Em geral, primavera e o outono são amenos, enquanto o verão é mais quente e úmido, com temperaturas de 32 °C ou mais, em média, entre 18 e 25 dias nesta temporada. O clima da cidade a longo prazo são influenciados pela oscilação do Atlântico, o que influencia a frequência e gravidade dos furacões e outras tempestades costeiras na região. Às vezes, Nova Iorque tem longos períodos chuvosos, ou, longas estiagens.
A mais alta temperatura registrada foi de 41 °C, em 9 de julho de 1936, e a mais baixa foi -26 °C, em 9 de fevereiro de 1934. Estas temperaturas não são muito comuns, e esses registros têm sido raramente alcançados nos mais de oitenta anos de observação. No entanto, em junho de 2005, uma temperatura de 38 °C foi registrada, e em agosto de 2006, o bairro marcou 39 °C. Recentemente, em janeiro de 2004, foi registrada uma temperatura de -18 °C.
Um fenômeno conhecido como Manhattanhenge ocorre na cidade duas vezes por ano, quando o nascer e o pôr do sol estão em alinhamento com as ruas do bairro.
| Mês                           | Jan | Fev | Mar | Abr  | Mai  | Jun | Jul  | Ago  | Set | Out | Nov  | Dez | Ano   |
| ----------------------------- | --- | --- | --- | ---- | ---- | --- | ---- | ---- | --- | --- | ---- | --- | ----- |
| Temperatura média mínima (°C) | -4  | -3  | 1   | 6    | 12   | 17  | 20   | 19   | 15  | 10  | 5    | -1  | 8     |
| Temperatura média máxima (°C) | 3   | 4   | 10  | 15   | 21   | 26  | 29   | 28   | 24  | 18  | 12   | 6   | 17    |
| Precipitação (cm)             | 8,6 | 8,4 | 9,9 | 10,2 | 11,2 | 9,5 | 11,2 | 10,4 | 9,9 | 9,1 | 12,7 | 9,9 | 112,4 |
| Fonte: Weatherbase            |     |     |     |      |      |     |      |      |     |     |      |     |       |

### Condados adjacentes
- Bergen, Nova Jersey — oeste/noroeste
- Hudson, Nova Jersey — oeste/noroeste
- Bronx, Nova Iorque (Bronx) — norte/oeste
- Queens, Nova Iorque (Queens) — leste/sudeste
- Condado de Kings, Nova Iorque (Brooklyn) — sudeste
- Condado de Richmond, Nova Iorque (Staten Island) — sudeste

### Bairros

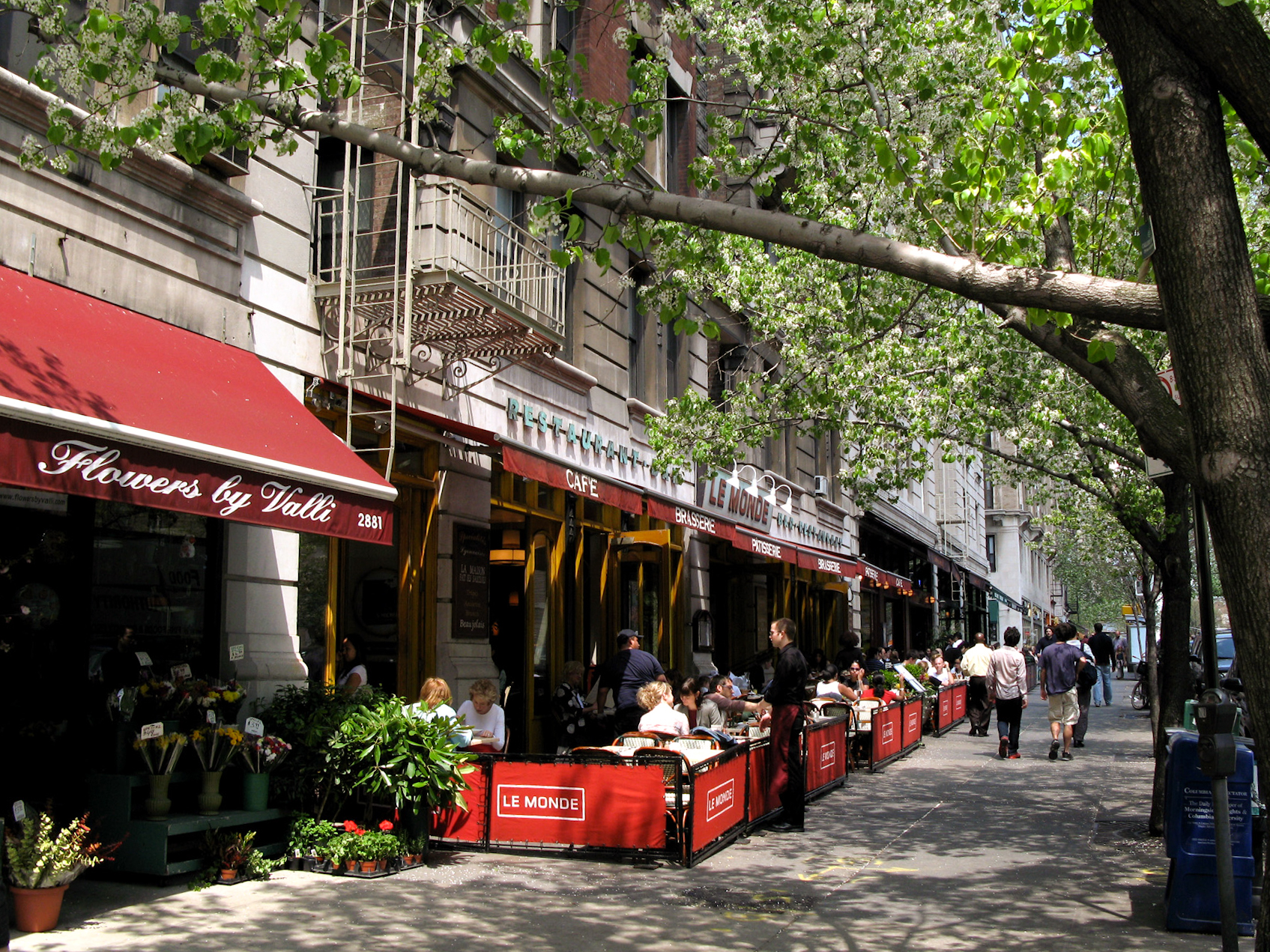
Um café em Morningside Heights, o Broadway, na Rua

Manhattan pode ser dividida em três partes:
- Downtown: localizado no coração histórico de Nova Iorque, no sul da ilha. Ela inclui a zona empresarial do distrito financeiro, também inclui Wall Street, Chinatown e SoHo. É na ponta sul de Manhattan que estava localizado o World Trade Center antes de 11 de setembro de 2001.
- Midtown: a área de negócios mais importantes dos Estados Unidos. Inicia na Rua 14 e termina no sul do Central Park, ao norte. O mais denso e mais característico do bairro é no norte, a partir da Rua 31, onde se localiza o Grand Central Station.
- Uptown: são os bairros ao norte, oeste e leste do Central Park, a principal área verde da cidade. É uma área predominantemente residencial (Upper East Side, Upper West Side, Harlem e outros).

A Quinta Avenida, a principal da cidade, define os lados leste e oeste da cidade.
Muitos bairros de Manhattan não devem o seu nome a algo em especial. Outros são referências geográficas, como o Upper East Side, outros descrevem uma realidade étnica, como Chinatown e alguns são siglas, como o TriBeCa ("Triângulo Abaixo da Canal Street") ou SoHo ("South of Houston"), ou NoLita ("Norte de Little Italy"). Harlem foi nomeado em homenagem a Haarlem, nos Países Baixos. Chelsea é um dos principais bairros. Washington Heights é habitada por imigrantes da República Dominicana. Chinatown é o mais habitado, com mais de 150 000 habitantes, a maior concentração de chineses no mundo ocidental. O Upper West Side é muitas vezes descrito como um bairro intelectual e criativo, enquanto o Upper East Side, um dos bairros mais ricos nos Estados Unidos, caracteriza-se como um bairro conservador.

### Manhattan, de norte a sul

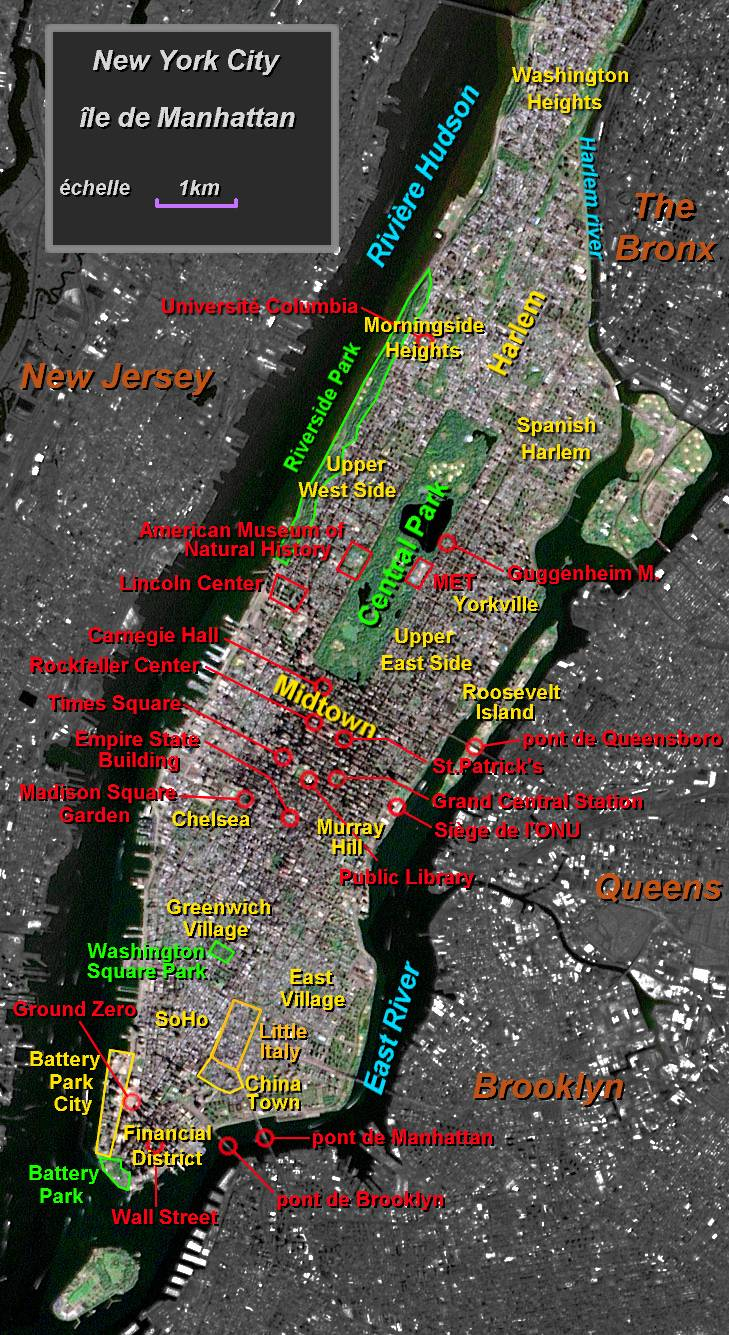
Mapa de Manhattan.

- Marble Hill (separada da ilha de Manhattan)
- Inwood (uma pequena área residencial)
- Washington Heights (uma pequena área residencial)
  - The Cloisters
- Harlem (antigo quase-gueto negro, as condições sócio-económicas do país estão muito melhores)
- Morningside Heights
  - Universidade Columbia (universidade de prestígio, como parte da Ivy League)
- Spanish Harlem (bairro porto-riquenho)
- Upper West Side (área residencial)
  - Riverside Park
  - American Museum of Natural History
  - Lincoln Center, complexo artístico
- Central Park
  - Metropolitan Museum of Art (um dos principais museus do mundo)
- Columbus Circle
- Yorkville
- Upper East Side, área residencial e comercial
  - Museu Solomon R. Guggenheim (o maior museu de arte moderna)
- Roosevelt Island, bairro residencial
- Ponte do Queensboro
- Hell's Kitchen
- Midtown Manhattan
  - Broadway, área de teatros na região central
  - Carnegie Hall, famosas salas de concertos
  - Rockefeller Center, grande complexo comercial
  - Catedral de São Patrício
  - Times Square, Broadway
  - Sede da Organização das Nações Unidas
  - Grand Central Station, estação de metrô de grandes dimensões utilizados por trabalhadores
  - New York Public Library, localização da principal biblioteca da cidade
  - Empire State Building o maior arranha-céu do mundo até a construção do World Trade Center, é novamente o edifício mais alto de Nova Iorque, até a construção do Freedom Tower

- Madison Square Garden
- Chelsea
- Murray Hill
- Greenwich Village, área residencial, tradicional bairro dos artistas
  - Universidade de Nova Iorque
  - Washington Square Park
- East Village
- SoHo (área industrial antiga)
- NoLiTa
- Little Italy
- Lower East Side
- Bowery
- Chinatown (bairro chinês)
- Ponte de Manhattan, inaugurado em 1909
- Ponte do Brooklyn, inaugurado em 1883
- TriBeCa
- Financial District
  - Le World Trade Center (Ground Zero)
  - *La Freedom Tower
  - Wall Street,
  - South Street Seaport
- Battery Park City
- Battery Park

## Demografia

### Censo 2020
De acordo com o censo nacional de 2020, Manhattan possui uma população de 1 694 251 habitantes e uma densidade populacional de 28 873,0 hab/km². Seu crescimento populacional na última década foi de 6,8%. Co-existindo com o condado de Nova Iorque, é o terceiro condado mais populoso do estado e o 20º mais populoso do país.
Possui 913 926 residências que resulta em uma densidade de 15 574,9 residências/km² e um aumento de 7,9% em relação ao censo anterior. Deste total, 10,5% das unidades habitacionais estão desocupadas.

### Censos e estimativas anteriores
Segundo as estimativas demográficas para 2014, Manhattan tinha 1 636 268 habitantes. A densidade populacional da ilha era de 27 672 hab/km².
Cerca de 56,36% da população do condado de Nova Iorque são brancos, 17,39% são afro-americanos, 9,4% são asiáticos, 0,5% são nativos americanos, 0,05% são nativos polinésios, 14,14% são de outras etnias e 4,14% são descendentes de duas ou mais etnias. 27,18% da população do condado são hispânicos de qualquer etnia.

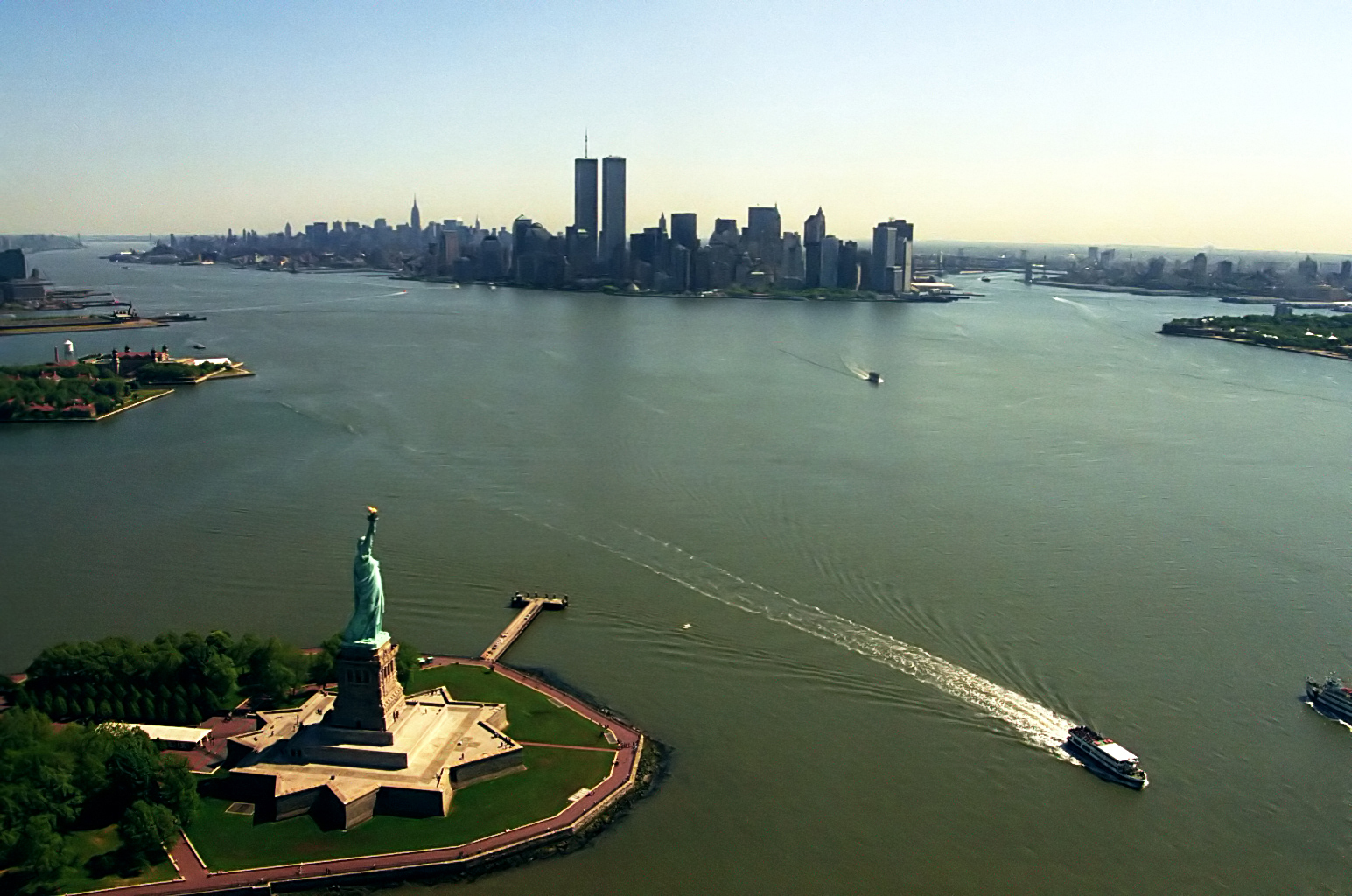
Lower Manhattan em julho de 2001, com as Torres do World Trade Center ao fundo, antes dos atentados de 11 de setembro.

A renda média anual de uma residência ocupada era, em 2000, de 47 030 dólares (sendo o bairro Upper East Side o com maior renda média, em torno de 90 000 dólares), e a renda média anual de uma família era, em 2000, de 50 229 dólares. Pessoas do sexo masculino tinham então uma renda média anual de 51 856 dólares, e pessoas do sexo feminino, 45 712 dólares. A renda per capita do condado é de 42 922 dólares. 20% da população do condado e 17,6% das famílias do condado vivem abaixo da linha de pobreza. 31,8% das pessoas com 17 anos ou menos de idade e 18,9% das pessoas com 65 anos ou mais de idade estão vivendo abaixo da linha de pobreza.
O distrito de Manhattan é a área mais densamente povoada dos Estados Unidos, com mais de 27 mil habitantes por quilômetro quadrado. A maior densidade registrada foi de 46 428 hab/km², em 1910.
A Secretaria de Urbanismo de Nova Iorque, calculou um crescimento de 298 000 pessoas programado entre 2000 a 2030, representando um aumento de 18,8%, enquanto o resto do Nova Iorque deve crescer 12,7%, no mesmo período. Este estudo mostrou que Manhattan é segundo melhor lugar para se viver em Nova Iorque, sendo superado apenas por Staten Island.
| Indicador:             | Manhattan | Nova Iorque | Estados Unidos |
| Homens (%)             | 47,5      | 47,4        | 49,1           |
| Mulheres (%)           | 52,5      | 52,6        | 50,9           |
| Idade média            | 35,7      | 34,2        | 35,3           |
| Menores de 18 anos (%) | 16,8      | 24,2        | 25,7           |
| 18 a 64 anos (%)       | 71        | 64,1        | 61,9           |
| 65 anos ou mais (%)    | 12,2      | 11,7        | 12,4           |
| Renda per capita ($)   | 42 922    | 22 402      | 21 587         |
| Taxa de Pobreza (%)    | 20        | 21,2        | 12,4           |

## Economia
Manhattan tem o maior número de bens mais valiosos do país, e tem uma reputação como uma das áreas mais caras nos Estados Unidos. Manhattan é o motor econômico da cidade de Nova Iorque.
A força de trabalho de Manhattan tem maioria voltadas para o comércio, logo seguido pela (39 800 trabalhadores) e construção civil (31 600).
Historicamente, esta presença das empresas tem sido complementada por muitos retalhistas independentes, apesar de um recente influxo de cadeias de lojas nacionais tem causado a homogeneização de Manhattan.

## Administração

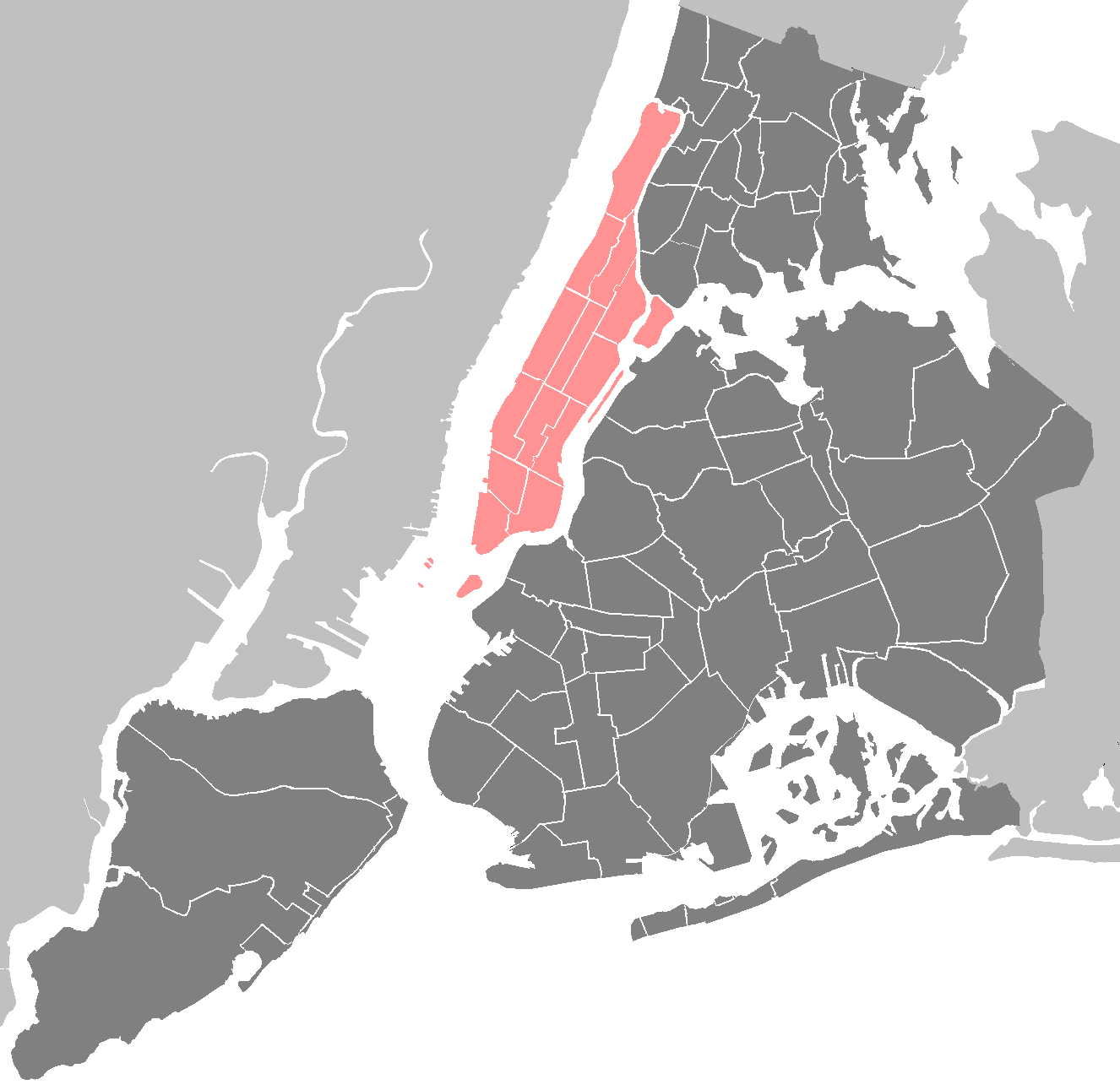
A divisão dos 12 Conselhos de Manhattan (em rosa).

Manhattan é um dos cinco distritos (Borough) da Cidade de Nova Iorque. O governo municipal de Nova Iorque está dividido entre o executivo e o legislativo. O Mayor (prefeito de Nova Iorque) é o presidente do executivo, enquanto o Conselho da Cidade (New York City Council) é o líder do legislativo.
Cada um dos cinco distritos que compõem a cidade é representada por um presidente. Este cargo tem poderes muito limitados, o que é, essencialmente, aconselhar o Presidente da Câmara sobre o orçamento e questões relacionadas a um bairro específico.
A Presidente é Gale Brewer, do Partido Democrata. Robert M. Morgenthau, um democrata, é o promotor do Condado de Nova Iorque desde 1974.
Manhattan é gerido por um conselho de dez membros, a terceira maior dos cinco distritos. É dividido em 12 distritos administrativos, cada uma representada por um conselho comunitário, que é composto por 50 membros voluntários. Eles representam o povo e podem fazer pedidos para a administração, mas tem apenas poderes consultivos.
É localizada em Manhattan o New York City Hall, sede do governo de Nova Iorque, que inclui os cargos de Presidente da Câmara dos Vereadores de Nova Iorque. O Edifício Municipal, concluído em 1916, é um dos edifícios maiores edifícios do mundo. Manhattan abriga um grande número de delegações estrangeiras, com cerca de 105 consulados, devido à presença da sede das Nações Unidas na cidade.
O Partido Democrata possui todas os cargos bairro. 85% dos eleitores registados no bairro são democratas, os republicanos representam uma minoria: são mais de 20% no Upper East Side e no Distrito Financeiro. Nenhum republicano foi escolhida pela maioria dos moradores do bairro em uma eleição presidencial desde 1924. Durante as eleições de 2004, o democrata John Kerry recebeu 82,1% dos votos e seu oponente George W. Bush recebeu 16,7%. O bairro é a maior fonte de fundos para as campanhas presidenciais dos Estados Unidos.

## Criminalidade

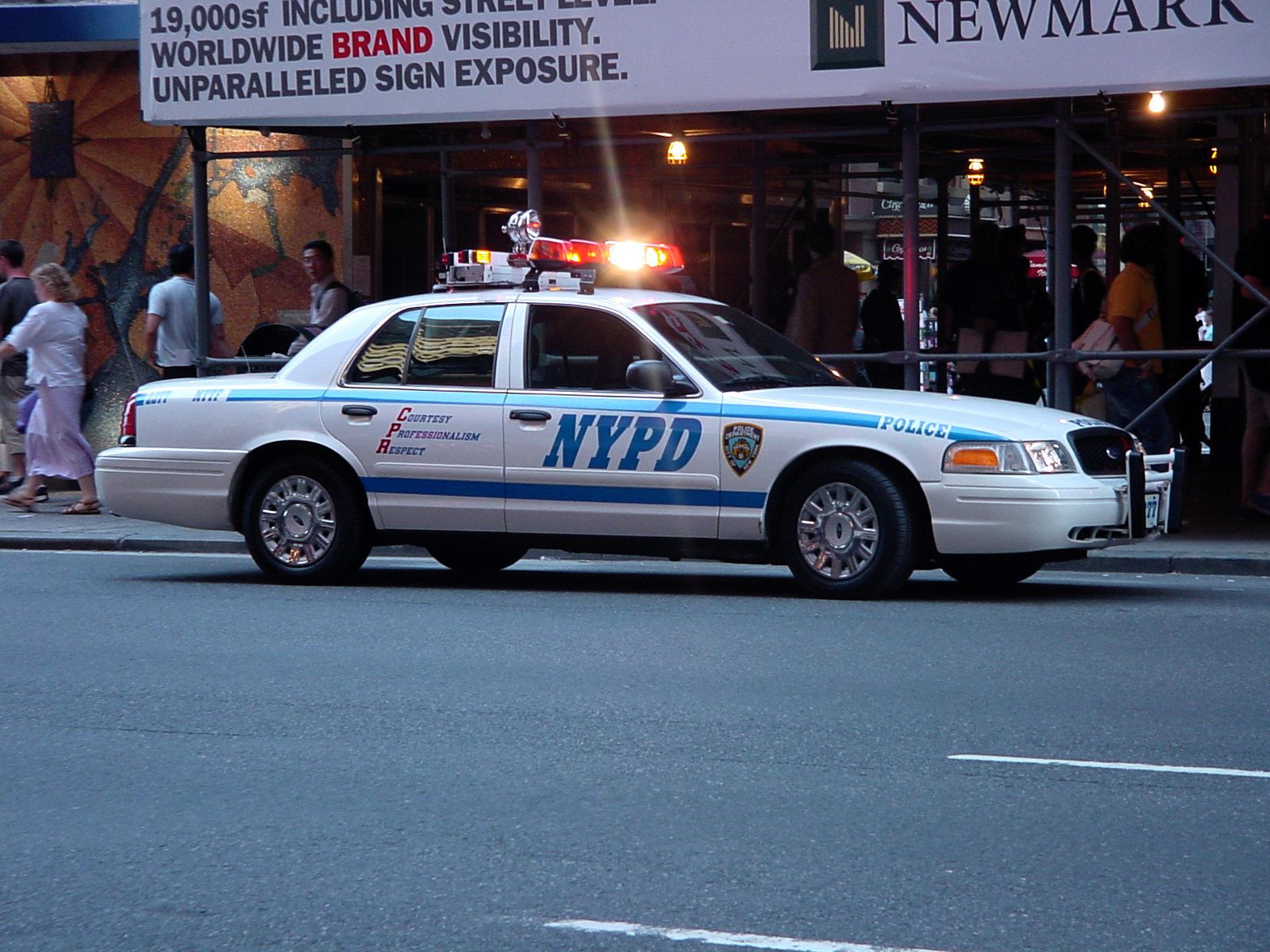
Um carro de polícia da NYPD.

A partir de meados do século XIX os Estados Unidos tornaram-se atrativos para imigrantes que procuravam escapar da pobreza em seus países de origem. Depois de chegar em Nova Iorque, muitos acabaram vivendo na miséria, nas favelas do bairro de Five Points, uma área entre a Broadway e a Bowery, a nordeste de New York City Hall. Até 1820, a área foi o lar de muitas casas de jogo e bordéis, e era conhecido como um lugar perigoso. Em 1842, Charles Dickens visitou a área e ficou estarrecido com as condições de vida das pessoas que moravam lá. Mais tarde área foi recebeu atenção de Abraham Lincoln, que visitou a área antes de seu discurso de Cooper Union em 1860. Predominantemente irlandês, o Five Points Gang foi um das primeiras organizações do crime organizado.
Como a imigração italiana cresceu no início do século XX e se juntou muitas gangues étnicas, incluindo Al Capone, que começou sua carreira no crime com o Five Points Gang. A Máfia desenvolvido pela primeira vez em meados do século XIX na Sicília, se espalhou para a Costa Leste dos Estados Unidos durante o século XIX. Lucky Luciano se estabeleceu em La Cosa Nostra, em Manhattan, e formou alianças com outras organizações criminosas, incluindo a máfia judaica, liderada por Meyer Lansky, o líder judeu daquele período. Entre 1920 a 1933,a Lei Seca ajudou a criar um próspero mercado negro de bebidas alcoólicas, sobre qual a Mafia o dominou rapidamente.
Nova Iorque registrou um aumento acentuado na criminalidade durante os anos de 1960 e 1970, aumentando em cinco vezes no número total de policiais envolvidos com o crime. Os homicídios continuaram a aumentar na cidade por mais uma década, com assassinatos registrados pelo NYPD saltando de 390 em 1960, para 1 117 em 1970, 1 812 em 1980, e atingindo o seu pico de 2 262 em 1990, principalmente por causa da epidemia de crack. Começando por volta de 1990 o programa tolerância zero, a cidade viu quedas recorde em homicídio, estupro, roubo, assalto, roubo de veículos e crimes contra a propriedade, uma tendência que tem continuado até hoje.
Com base em dados de 2005, a cidade tem a menor taxa de criminalidade entre as dez maiores cidades dos Estados Unidos. A cidade como um todo ficou em quarto lugar na pesquisa anual de criminalidade no país, entre as 32 cidades pesquisadas, com uma população acima de 500 000 habitantes. O New York City Police Department, com 36 400 funcionários, é maior departamento de segurança municipal do país. A Divisão do NYPD de combate ao terrorismo, tem 1 000 policiais, e é maior que o FBI. O sistema CompStat de denúncias foi creditado com um fator para a queda na criminalidade na cidade de Nova Iorque.
Desde 1990, o crime em Manhattan caiu drasticamente. Um bairro que viu 503 assassinatos em 1990 viu uma queda de quase 88%, ficando com a 62 assassinatos em 2008. Roubos e furtos caíram em mais de 80% durante o período, e roubo de carros reduziram em mais de 93%. A criminalidade em geral diminuiu em mais de 75% desde 1990.

## Marcos históricos
O Registro Nacional de Lugares Históricos lista 571 marcos históricos no condado de Nova Iorque, que consiste na ilha de Manhattan, no bairro Marble Hill localizado no continente ao norte do Harlem River Ship Canal e nas ilhas menores adjacentes. Um dos registros, o Riverside Park and Drive, aparece em mais de uma das listas abaixo.
Os primeiros marcos foram designados em 15 de outubro de 1966 e o mais recente em 17 de maio de 2021, o Women's Liberation Center.
| Área                      | Imagem       | Primeira inclusão     | Última inclusão        | Total de registros |
| ------------------------- | ------------ | --------------------- | ---------------------- | ------------------ |
| Abaixo da 14th Street     |              | 15 de outubro de 1966 | 22 de abril de 2021    | 186                |
| Da 14th até 59th Streets  |              | 15 de outubro de 1966 | 17 de maio de 2021     | 161                |
| Da 59th até 110th Streets |              | 15 de outubro de 1966 | 3 de março de 2021     | 111                |
| Acima da 110th Street     |              | 15 de outubro de 1966 | 29 de outubro de 2020  | 99                 |
| Ilhas adjacentes          |              | 15 de outubro de 1966 | 14 de setembro de 2017 | 15                 |
| (duplicados)              | (duplicados) | (duplicados)          | (duplicados)           | (1)                |
| Total:                    | Total:       | Total:                | Total:                 | 571                |